# Izvršilna oblast
Izvršilna oblast je ob zakonodajni in pravosodni ena izmed treh vej oblasti, ki skrbi za redno upravljanje države in njenih organov ter izvajanje zakonov.
V državah s parlamentarnim sistemom je nosilec izvršilne oblasti vlada, v tistih s predsedniškim sistemom pa kabinet predsednika ali administracija. V Sloveniji je to na državni ravni Vlada Republike Slovenije, na lokalni pa občinska uprava z županom na čelu.